# ガイウス・スクリボニウス・クリオ
ガイウス・スクリボニウス・クリオ（ラテン語: Gaius Scribonius Curio, 紀元前90年 - 紀元前49年8月24日）は、共和政ローマの政治家・軍人。ローマ内戦ではガイウス・ユリウス・カエサル派に与して戦った。

## 生涯
紀元前76年に執政官を務めた同名のガイウス・スクリボニウス・クリオの息子として生まれた。クリオはグナエウス・ポンペイウスやガイウス・ユリウス・カエサル、マルクス・トゥッリウス・キケロやマルクス・アントニウスといったローマの政治家とも交友関係を持っており、雄弁なことでも知られていたという。また、大変な放蕩者でもあったが、キケロは自らの著作やティトゥス・ポンポニウス・アッティクスへの書簡でクリオに関して幾度も記しているように、クリオへの支援を惜しまなかった。
紀元前50年に護民官へ選出され、これまでの経歴や父が強硬な反カエサル派であったことから元老院派に属すると考えられたものの、一転してカエサルを支持した。タキトゥスによると、裏でクリオが抱えていた多額の借金（総額6,000万セステルティウスとも）をカエサルが肩代わりしたという。
カエサルとポンペイウスの間で起こったローマ内戦の前には、クリオは両者が争いを止めるように元老院派に職権で以って抵抗したものの果たせず、元老院派がカエサルに対する「元老院最終勧告」を可決したため、カエサルが滞在していたラヴェンナへアントニウスらと共に逃れた。
紀元前49年、クリオはプラエトル（法務官）の地位に就き、内戦ではカエサルに従った。まずは元老院派のマルクス・ポルキウス・カトが抑えていたシチリア攻略の任をカエサルに与えられ、戦わずしてこれを成功させた。
続いて、ポンペイウス及び元老院派の地盤の1つであるアフリカ属州の征服をカエサルから命じられたため、ローマ軍団4個軍団を率いて侵攻し、プブリウス・アッティウス・ウァルスら元老院派と元老院派と同盟したヌミディア王ユバ1世率いるヌミディア軍との連合軍とバグラダス川の戦い（現：メジェルダ川）で対戦したが大敗を喫し、クリオは逃亡を潔しとせずに敵陣へ切り込んで戦死した。